# 氦-3表面自旋回声
氦-3自旋回声（HeSE）是表面科学中的一种原子散射技术，可用于测量超高真空中晶体表面的微观动力学。氦-3自旋回声补充和扩展了其他非弹性散射技术，例如中子自旋回声和传统的氦原子散射技术(HAS)。

## 原理
氦-3自旋回声的实验原理类似于中子自旋回声。概括地说，氦-3自旋回声技术利用磁场和核自旋的相互作用将氦-3原子束一分为二，并使这两束氦原子在不同的时刻和样品相互作用，并收集反射的氦原子束的自旋数据，以此测量表面或者表面吸附物在皮秒量级的时间尺度之内的变化。

### 氦-3自旋回声观测表面吸附粒子运动的半经典理论诠释

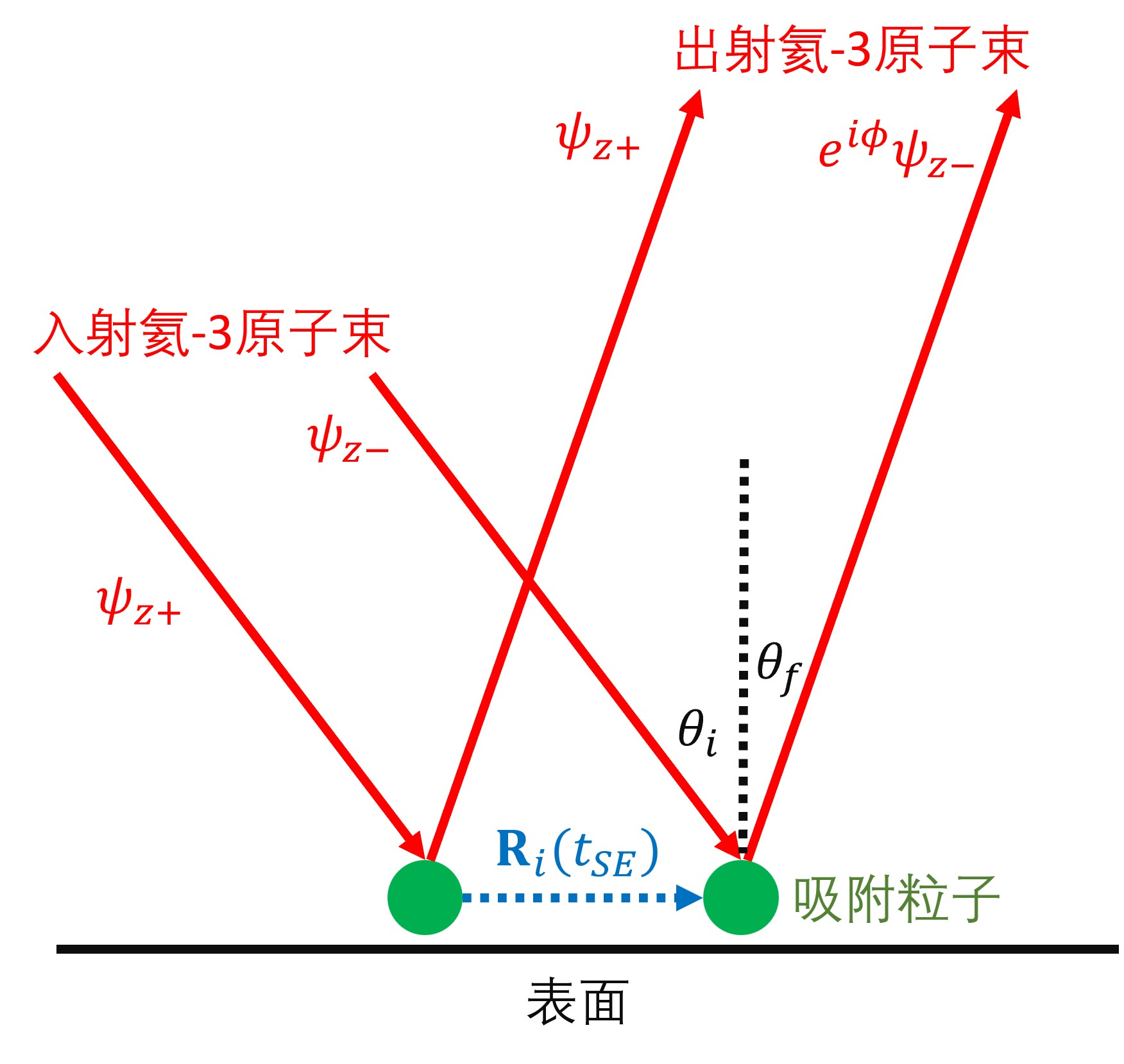
和两束氦-3原子在入射时有的时间差，在这段时间中吸附粒子运动了。

氦-3原子的核自旋为{\displaystyle 1/2}，在任意方向上会有自旋向上或者自旋向下两个自旋分量。氦-3自旋回声技术使用自旋起偏器产生在x方向向上的自旋
{\displaystyle \psi _{x+}={\frac {1}{\sqrt {2}}}{\begin{pmatrix}1\\1\end{pmatrix}}={\frac {1}{\sqrt {2}}}{\begin{pmatrix}1\\0\end{pmatrix}}+{\frac {1}{\sqrt {2}}}{\begin{pmatrix}0\\1\end{pmatrix}}={\frac {1}{\sqrt {2}}}(\psi _{z+}+\psi _{z-}).}
可以发现，x方向上的自旋可以表示成z方向自旋向上和向下的和。这两个自旋分量{\displaystyle \psi _{z+}}和{\displaystyle \psi _{z-}}会经过由螺线管产生的z方向上的磁场。在磁场中两个自旋分量会有不同的速度，所以两个自旋分量到达表面的时间会有一定的差，称为自旋回声时间，或{\displaystyle t_{SE}}。{\displaystyle t_{SE}}与螺线管中的磁场强度成正比，可以在几皮秒的时间尺度内精准调控。

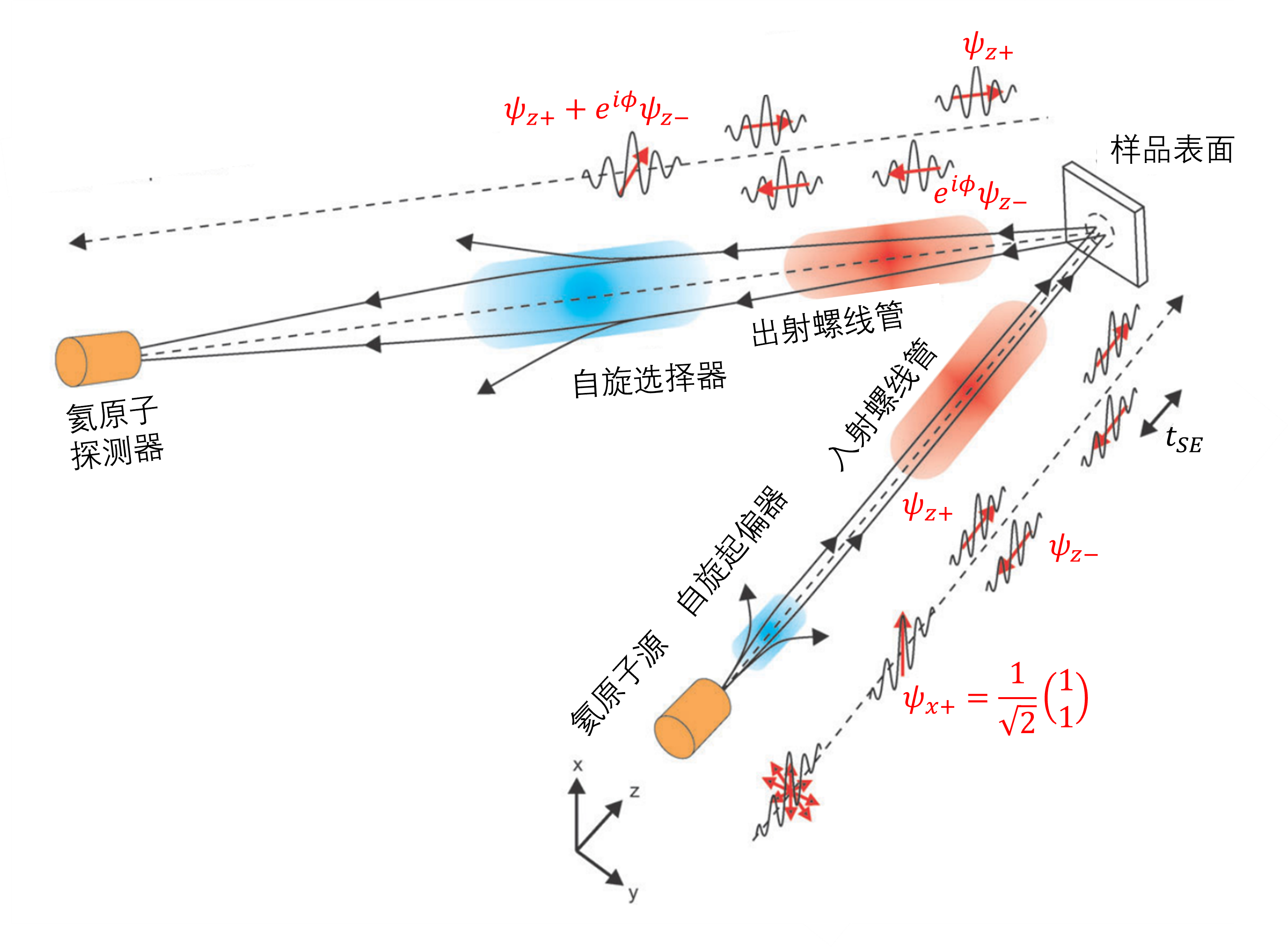
用氦-3自旋回声测量表面吸附粒子的运动。

散射后的氦原子会进入另一个螺线管，这个螺线管中的磁场和第一个螺线管大小相等方向相反，所以两束氦原子会重新“组合”成为一束。在由表面散射时，因为到达样品表面的时间不同，两束氦原子所“看到”的表面也有差异，这种差异会使得两束氦原子的相位出现{\displaystyle \phi }的偏差。重新组合后的氦原子的自旋会变为
{\displaystyle {\frac {1}{\sqrt {2}}}{\begin{pmatrix}1\\0\end{pmatrix}}+{\frac {e^{i\phi }}{\sqrt {2}}}{\begin{pmatrix}0\\1\end{pmatrix}}={\frac {1}{\sqrt {2}}}{\begin{pmatrix}{\frac {1+e^{i\phi }}{2}}+{\frac {1-e^{i\phi }}{2}}\\{\frac {1+e^{i\phi }}{2}}-{\frac {1-e^{i\phi }}{2}}\end{pmatrix}}={\frac {1+e^{i\phi }}{2}}\psi _{x+}+{\frac {1-e^{i\phi }}{2}}\psi _{x-}.}x方向上的自旋紧接着会由自旋偏振装置检测，结果为{\displaystyle P_{x}={\frac {|1+e^{i\phi }|^{2}-|1-e^{i\phi }|^{2}}{|1+e^{i\phi }|^{2}+|1-e^{i\phi }|^{2}}}=\cos \phi .}
在{\displaystyle t_{SE}=0}，即螺线管中不通电，磁场为零时，两束氦原子不产生相位差，{\displaystyle \phi =0}，x方向的自旋{\displaystyle P_{x}=1}。随着{\displaystyle t_{SE}}的增大，{\displaystyle P_{x}}会逐渐衰减，从衰减信号就可以获知表面吸附的分子或原子的运动模式。如果将第{\displaystyle i}个吸附粒子在{\displaystyle t_{SE}=0}中于表面产生的位移为{\displaystyle \mathbf {R} _{i}(t_{SE})}，氦-3原子在散射前后平行于表面的动量变化为{\displaystyle \hbar \Delta \mathbf {K} }（{\displaystyle \Delta K=k(\sin \theta _{f}-\sin \theta _{i})}），那么由第{\displaystyle i}个吸附粒子产生的相位差可以表示为
{\displaystyle \phi _{i}=\Delta \mathbf {K} \cdot \mathbf {R} _{i}(t_{SE}).}
如果要考虑所有{\displaystyle N}个吸附粒子对最终的氦原子束的x方向自旋的影响，则会得到{\displaystyle P_{x}={\frac {1}{N}}\sum _{i=1}^{N}\cos[\Delta \mathbf {K} \cdot \mathbf {R} _{i}(t_{SE})].}
更一般地，如果用范霍夫关联函数{\displaystyle G(\mathbf {R} ,t)}来表示吸附粒子在时间{\displaystyle t}内移动了{\displaystyle \mathbf {R} }的概率，那么{\displaystyle P_{x}=\int G(\mathbf {R} ,t_{SE})\cos(\Delta \mathbf {K} \cdot \mathbf {R} )\mathrm {d} ^{2}\mathbf {R} .}
一般情况下，因为吸附粒子运动的对称性，{\displaystyle G(\mathbf {R} ,t)=G(-\mathbf {R} ,t)}。所以
{\displaystyle \int G(\mathbf {R} ,t_{SE})\sin(\Delta \mathbf {K} \cdot \mathbf {R} )\mathrm {d} ^{2}\mathbf {R} =0.}
由此可得
{\displaystyle {\begin{aligned}P_{x}&=\int G(\mathbf {R} ,t_{SE})[\cos(\Delta \mathbf {K} \cdot \mathbf {R} )+i\sin(\Delta \mathbf {K} \cdot \mathbf {R} )]\mathrm {d} ^{2}\mathbf {R} \\&=\int G(\mathbf {R} ,t_{SE})\exp(i\Delta \mathbf {K} \cdot \mathbf {R} )\mathrm {d} ^{2}\mathbf {R} .\end{aligned}}}
所以{\displaystyle P_{x}}即为{\displaystyle G(\mathbf {R} ,t)}的空间二维傅里叶变换，一般称其为中间散射函数（intermediate scattering function，或ISF），记作{\displaystyle I(\Delta \mathbf {K} ,t)}。
一般的吸附粒子运动模式包括二维布朗运动（随机游走）、在特定晶格位置间的跳跃、以及二维理想气体（弹性运动）。

#### 二维布朗运动（随机游走）
如果吸附粒子在表面进行二维布朗运动，则其范霍夫关联函数的形式为
{\displaystyle G(\mathbf {R} ,t)={\frac {1}{4\pi D|t|}}\exp({\frac {-R^{2}}{4D|t|}}).}
其中{\displaystyle D}为扩散系数。将其进行空间傅里叶变换后会得到ISF为
{\displaystyle I(\Delta \mathbf {K} ,t)=\exp(-\Delta K^{2}D|t|).}
可以发现，ISF和随着自旋回声时间的增加而指数衰减，衰减系数一般称为失相率（dephasing rate），记为{\displaystyle \alpha }。实验中如果发现{\displaystyle \alpha \propto \Delta K^{2}}，则说明粒子在表面进行布朗运动，典型例子是苯在石墨表面的运动。

#### 特定晶格位置间的跳跃
粒子在特定晶格中进行跳跃时，范霍夫关联函数会满足
{\displaystyle {\frac {\partial G(\mathbf {R} ,t)}{\partial t}}=\sum _{j}\nu _{j}[G(\mathbf {R} +\mathbf {j} ,t)-G(\mathbf {R} ,t)].}
{\displaystyle \mathbf {j} }为实空间格矢，{\displaystyle \nu _{j}}为跳跃速率。由此可以导出
{\displaystyle I(\Delta \mathbf {K} ,t)=\exp[-\alpha (\Delta \mathbf {K} )|t|].}
ISF仍然会随自旋回声时间{\displaystyle t}指数衰减。其中失相率
{\displaystyle \alpha (\Delta \mathbf {K} )=2\sum _{j}\nu _{j}\sin ^{2}({\frac {\Delta \mathbf {K} \cdot \mathbf {j} }{2}}).}
故而随{\displaystyle \Delta \mathbf {K} }周期性变化的失相率{\displaystyle \alpha }意味着吸附粒子在表面上的特定格点之间跳跃，例如氧原子在Ru(0001)表面的运动。

#### 二维理想气体（弹性运动）
如果表面和吸附粒子之间相互作用很小，那么粒子的运动类似二维理想气体，服从玻尔兹曼分布。
{\displaystyle G(\mathbf {R} ,t)={\frac {1}{\pi (v_{0}t)^{2}}}\exp({\frac {-R^{2}}{v_{0}^{2}t^{2}}}).}
其中{\displaystyle v_{0}^{2}=2kT/m}。对应的ISF为
{\displaystyle I(\Delta \mathbf {K} ,t)={\frac {1}{2\pi }}\exp(-4\Delta K^{2}v_{0}^{2}t^{2}).}
此时ISF不再随着{\displaystyle t}的增大指数衰减，而是一个以0为中心的高斯函数，半高宽为{\displaystyle {\sqrt {\ln {2}m/2kT}}/\Delta K}。其倒数和{\displaystyle \Delta K}成正比。氙在Pt(111)表面的运动即类似二维理想气体。

### 利用氦-3自旋回声观测表面声子
在氦原子和表面发生散射时，有一部分氦原子可以吸收表面声子的能量。这部分氦原子的能量变化可以由自旋回声装置探测。

## 应用
氦原子散射可以大致分为弹性散射、准弹性散射和非弹性散射。弹性散射中，氦原子的动能在散射前后没有变化，可以用于测量表面的结构信息和选择吸附共振。准弹性散射中的氦原子在散射过程中的动能变化相对较小，适于观测表面吸附分子或原子的运动。非弹性散射中氦原子的动能变化较大，可以此测量固体表面的准粒子，比如表面声子。氦-3自旋回声可以以超高的能量分辨率来观测准弹性散射和非弹性散射，所以适于微观扩散和声子寿命等需要精确测量能量的研究领域。

### 微观扩散
氦-3自旋回声已被用于研究原子和分子在固体表面的扩散速率和运动机制，如氢原子在表面扩散中的核量子效应，  对吸附物和表面相互作用能量进行测量， 吸附物与表面之间的能量交换，表面吸附物之间的相互作用。

### 选择吸附共振
通过测量LiF(001)表面和氢化Si(111)表面上的选择吸附共振（束缚态共振），氦-3自旋回声可以用于测量氦和固体表面的相互作用势能。